# Kravc
Kravc (in russo Кравц?), pseudonimo di Pavel Evgen'evič Kravcov (in russo Павел Евгеньевич Кравцов?; Tula, 14 gennaio 1986), è un cantante e rapper russo.

## Biografia
Kravc ha fatto il suo esordio nel mondo discografico con l'album in studio Puff Naughty, uscito nel 2009 e costituito da diciassette tracce. Ha in seguito pubblicato diversi LP, tra cui Nabor associacij (2011), Bumerang (2012), Svežij rasslabon (2014) e Plochoj romantik (2015). Nel febbraio 2015 ha ricevuto la sua prima nomination allo YUNA, il principale riconoscimento musicale ucraino, mentre a luglio 2016 ha preso parte al festival Atlas Weekend, tenutosi a Kiev.
Dopo una serie di dischi da solista e in collaborazione, l'artista ha conquistato maggior visibilità durante il 2023 con l'LP collaborativo 17 mgnovenij oseni; il progetto, inciso con Gio Pika, ha prodotto la hit Gde prošla ty, numero uno nella Latvijas straumētāko singlu della Latvijas Izpildītāju un producentu apvienība, e successo radiofonico sia in Estonia, Kazakistan che in Moldavia. Nello stesso anno viene pubblicato un secondo disco in collaborazione fra i due artisti, dal titolo 60 sekund do zimy. Alla gala annuale organizzata da Muz-TV, Kravc ha ricevuto la candidatura in due categorie per Gde prošla ty, una per la miglior canzone e l'altra per la miglior collaborazione.

## Discografia

### Album in studio
- 2009 – Puff Naughty
- 2011 – Nabor associacij
- 2012 – Bumerang
- 2014 – Svežij rasslabon
- 2015 – Plochoj romantik
- 2016 – Na odnoj ulice (con Daffy)
- 2018 – Čto eščë ob'jasnjat'?
- 2019 – Taktil'naja terroristka
- 2019 – Samyj sol'nyj
- 2020 – The Cake (con Tony Tonite)
- 2021 – Gordon (con Krasnoe Derevo)
- 2021 – Dushevnij
- 2022 – 1000 let vesny (con Gio Pika)
- 2022 – Gordon 2 (con Krasnoe Derevo)
- 2023 – 17 mgnovenij oseni (con Gio Pika)
- 2023 – Mantry leta
- 2023 – 60 sekund do zimy (con Gio Pika)
- 2024 – Gordon 3 (con Krasnoe Derevo)
- 2024 – Soči Soči
- 2025 – Odna minuta leta (con Gio Pika)

### EP
- 2023 – Sbornik remiksov 2023: Adam Maniac Remixes (con Gio Pika)

### Singoli
- 2013 – Net konflitka (con Guf)
- 2016 – Diskonnekt (con Ėldžej)
- 2017 – Nastojaščij seks (feat. Egor Sesarev)
- 2017 – Achu***aja tëlka (feat. Galiv)
- 2017 – Vychodi za menja (con i Gradusy)
- 2017 – Naučilsja žit' (con Tony Tonite e DJ Nik One)
- 2018 – Tango obnimango
- 2018 – Glupyj molodoj na meli
- 2018 – Vynyrnul iz Marleva (con OG Buda)
- 2018 – Ukutaju (con Zabava)
- 2019 – Ruki na ritm
- 2019 – Lëd s ognëm (feat. Kairiv)
- 2019 – Ona chočet na rejv (con Zomb e DJ Mikis)
- 2019 – Ja ne eda i ja ne napitok
- 2019 – Menja bylo malo (con Pika)
- 2019 – Puėrtorikanka (con Ves' e Pizza)
- 2020 – Presnenskij kusok (con Mon Ami)
- 2020 – Covid Killer (con Tony Tonite)
- 2020 – Čau čau (con Tony Tonite)
- 2020 – Dobroe (con Misha Xramovi)
- 2020 – Reabilitancy
- 2020 – Leto na veter (con Guf)
- 2020 – Na dviže (con Verbee)
- 2020 – Student
- 2020 – Katja (con i Chleb)
- 2020 – Mne kažetsja (con Lil Kate)
- 2021 – Na Jamajku (con Pizza)
- 2021 – Golovokruženščina
- 2021 – Tem, kto na nebesach (con Krasnoe Derevo)
- 2021 – V debrjach (con Krasnoe Derevo e Gio Pika)
- 2021 – Vypusknica (con Dima Permjakov)
- 2021 – Vse ženščiny mira (con i Gradusy)
- 2021 – Ja dogonju
- 2021 – Maršut postroen (con DJ Groove e Slider & Magnit)
- 2021 – Choloda projdut
- 2021 – Plochoj (con Paša Technik)
- 2021 – Gidromassaž žožomba (con Aleks Indrigo e Slavon)
- 2021 – Opjat' doždi (con Gio Pika)
- 2021 – Zimnyj reggi (con Zomb)
- 2022 – Fonari (con Ayyo)
- 2022 – Bejlis (con Tomas Mart)
- 2022 – Odnaždy (con Gio Pika)
- 2022 – Bomba (con StafFord63)
- 2022 – Tak prekrasno (con Krasnoe Derevo)
- 2022 – Čto s nej
- 2022 – Uči menja žit'
- 2022 – Populjarnaja pesnja (con Dima Permjakov)
- 2022 – Chimija (con Marakeš)
- 2022 – Ona opjat' priedet (con NLO)
- 2022 – Dušu v kulak
- 2022 – Del'taplan (con Krasnoe Derevo)
- 2022 – Kak ni kruti (con Krasnoe Derevo e Gio Pika)
- 2022 – Každyj raz
- 2023 – Lovers (con Gio Pika)
- 2023 – Pereryv
- 2023 – Buduščaja ljubov'
- 2023 – Šamanka (con Gio Pika)
- 2023 – Najti seredinu
- 2023 – Moj mozg
- 2023 – Vsë v tumane
- 2023 – Do svidanija, leto (con Ėlona Miller)
- 2023 – Otpuskaj (con Hollyflame)
- 2023 – Taju (con Anet Saj)
- 2023 – Otdychajpim (con Vitja AK)
- 2023 – Bandit (con NLO)
- 2023 – Moskva (con Jein)
- 2023 – Sem'ja (con Kalvados)
- 2023 – Gde prošla ty (con Gio Pika)
- 2023 – Skučat' za toboj (con Nemiga)
- 2023 – Razbudi menja (con Slavik Pogosov)
- 2023 – A ty menja ljubiš'? (con Shami)
- 2024 – Uglekislyj gaz (con Tatem)
- 2024 – Minor (con Slavik Pogosov)
- 2024 – Sotni dorog (con Krasnoe Derevo e Gio Pika)
- 2024 – Nu i katis' ty (con Tatem)
- 2024 – Krapali (con Krasnoe Derevo e Vitja AK)
- 2024 – Rio (con Nechaev)
- 2024 – Sansara (con Krasnoe Derevo e Niletto)
- 2024 – Skol'ko (con Ella)
- 2024 – Bez tebja (con StafFord63)
- 2024 – Žizn' moju spasaj (con Hensy)
- 2024 – Blizko ili daleko (con Hollyflame)
- 2024 – Šambala
- 2024 – Simptom (con He.Kurili)
- 2024 – Nebo s nami (con Krasnoe Derevo)
- 2024 – Razošlis' (con Nebezao)
- 2024 – Nežnost' (con Kalvados)
- 2024 – V komnate dožd' (con Krasnoe Derevo)
- 2025 – 20 let
- 2025 – Bez tebja (con Kamazz)
- 2025 – Po dušam (con Slavik Pogosov)
- 2025 – Zabud' ego (con Alex&Rus)
- 2025 – Slyšu tvoi duchi (con Hensy)
- 2025 – Cholodno, milaja
- 2025 – Prosti (con Hollyflame)
- 2025 – Krasivo (con Aziza Askarova)